# Ezra Fleischer
Pour les articles homonymes, voir Fleischer.
Esdras Fleischer (hébreu : עזרא פליישר ; 7 août 1928 – 25 juillet 2006) est un poète et philologue israélien d'origine roumaine.

## Biographie
Ezra Fleischer est né en 1928 à Timișoara, dans le Banat, et a étudié à l'école juive que son père, Juda Loeb Fleischer, avait fondé en 1918.
Après la Seconde Guerre mondiale, Ezra Fleischer a été actif dans le mouvement du Bnei-Akiva en Roumanie et a été emprisonné a cause de ses activités sionistes. En prison, il écrit un poème épique en hébreu, Massa Gog, dans lequel il prédit la chute du communisme. Le poème est sorti clandestinement de la Roumanie et est publié en Israël, sous un nom de plume, causant une « sensation littéraire ». D'autres livres de poésie, suivent, tous envoyés de Roumanie sous un nom de plume.
En 1960, Ezra Fleischer émigre en Israël, où il étudie la littérature hébraïque médiévale. Il reçoit un doctorat de l'Université hébraïque de Jérusalem, où il enseigne par la suite jusqu'en 1997.
Il est également le directeur de l'Institut de recherche de la poésie hébraïque de la Geniza, de l'Académie israélienne des sciences et lettres. Son élève Shulamit Elizur lui a succédé à cette fonction.
La publication de ses travaux, la plupart sur la poésie et la prière, couvre un large éventail de la vie des Juifs dans les époques anciennes et médiévales, de l'Andalousie et d'Amsterdam, de la Syrie et du Caire. Il a également écrit de nombreux ouvrages sur la rencontre du judaïsme avec l'islam et le christianisme.
Au début de sa carrière en 1966, Ezra Fleischer publie une vaste et profonde critique sur le livre de Menahem Zulai The Paytanic School of Rav Saadia Gaon, où Zulai avait réuni et résumé ses recherches sur le rabbin Saadia Gaon.
Selon le professeur Yosef Tobi, Ezra Fleischer estime parfois qu'on trouve une influence directe de Saadia sur les œuvres espagnoles, telles que l'intégration des idées philosophiques dans les poèmes liturgiques composé par Joseph Ibn Abitur et Salomon ibn Gabirol, la structure de l'espagnol azharot et kether malkhut d'Ibn Gabirol, la cession de verset biblique comme un modèle linguistique de la poésie et alterner rimes (abab). Cependant, dans toutes ces affirmations, il y a toujours une certaine ambivalence et incertitude, montrant qu'Ezra Fleischer tenait à souligner que la laïcité de la poésie hébraïque de l'Espagne n'est pas une continuation de la poésie laïque pré-espagnole, mais plutôt une nouvelle formation en termes de ses vertus et le caractère : un reflet fidèle, en principe, de la poésie arabe laïque.

## Prix
- 1959 : Prix Israël de la littérature[3], principalement pour son poème Massa Gog.
- 1986 : Prix Bialik pour la pensée juive[4]
- 1992 : Prix Rothschild, pour les études juives.